# Jan Plaček
Jan Plaček (Praga, 5 ottobre 1894 – 18 dicembre 1957) è stato un calciatore cecoslovacco, di ruolo attaccante.

## Carriera

### Nazionale
Partecipa ai Giochi olimpici di Anversa, viene schierato in campo durante la semifinale giocata contro la Francia.